# Gobioides
 Gobioides es un género de peces de la familia de los Gobiidae en el orden de los perciformes.

## Morfología
- Cuerpo muy alargado y comprimido, similar a una anguila.
- Cabeza pequeña.
- Aleta dorsal de base larga.
- Aletas dorsal y anal ampliamente unidas con la aleta caudal.
- Las aletas pectorales tienen casi la misma longitud que las pélvicas.
- Aleta caudal larga y puntiaguda.
- Ojos pequeños.
- Boca grande y oblicua.
- Escamas pequeñas y lisas.

## Distribución geográfica
Se encuentra en el Atlántico de clima tropical y clima templado, y en el Pacífico oriental. 

## Especies
- Gobioides africanus (Giltay, 1935)
- Gobioides broussonnetii (Lacépède, 1800)
- Gobioides grahamae (Palmer & Wheeler, 1955)
- Gobioides peruanus (Steindachner, 1880)
- Gobioides sagitta (Günther, 1862)